# Groß Mohrdorf
Groß Mohrdorf est une commune de l'arrondissement de Poméranie-Occidentale-Rügen, Land de Mecklembourg-Poméranie-Occidentale.

## Géographie
La commune se situe à 15 km au nord-ouest de Stralsund et à 20 environ de Barth.
Elle regroupe les quartiers de Wendisch-Langendorf, Hohendorf, Nisdorf, Batevitz, Groß Mohrdorf, Klein Mohrdorf et Kinnbackenhagen.
Nisdorf se situe contre le Barther Bodden. Le nord du territoire fait partie du parc national du lagon de Poméranie occidentale. L'île de Bock et la presqu'île de Großer Werder sont rattachées à cette commune.
Le point culminant est à 22 m de hauteur.

## Histoire
Mohrdorf est mentionné pour la première fois en 1314 sous le nom de "Murdorp" ou "Mordorp". En 1326, elle passe de la principauté de Rügen au duché de Poméranie.
Après la guerre de Trente Ans, elle appartient à la Poméranie suédoise. En 1815, elle intègre la Prusse dans l'arrondissement de Franzburg dans la province de Poméranie. Vers la fin du XVIIe siècle, le village est divisé en Groß et Klein Mohrdorf.
L'église est bâtie à la fin du XIIIe siècle. Au début du XIVe, Hermanus de Turri vend le village à la famille Öbelitz. Dans les siècles, il appartient à des familles nobles de Stralsund jusqu'en 1626 à la famille von Braun. De 1737 à 1945, le domaine est la propriété du comte Klot-Trautvetter.

## Personnalités liées à la commune
- Walter Krüger (1930-), lanceur de javelot est-allemand, maire honoraire adjoint de Groß Mohrdorf jusqu'en 1990.